# Bahnhof Paddington

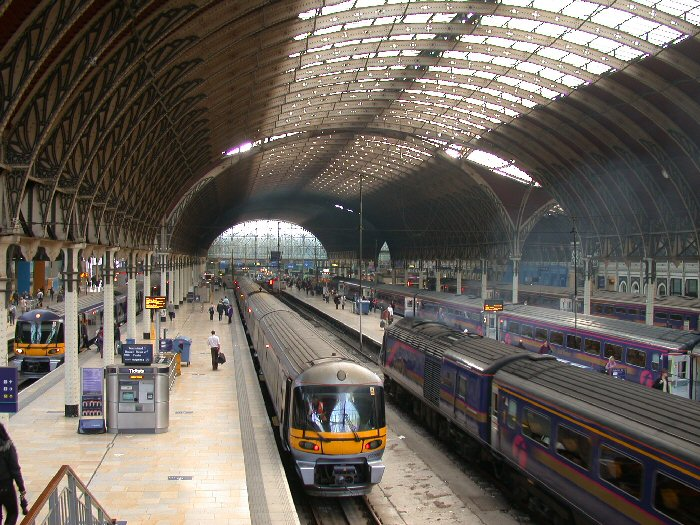
Haupthalle des Bahnhofs Paddington (2004)

Der Bahnhof Paddington ist ein wichtiger Bahnhof in London. Er liegt im Westen des zentralen Stadtbezirks City of Westminster, an der Praed Street im Stadtteil Paddington. Der Kopfbahnhof in der Tarifzone 1 dient seit 1838 als östliche Endstation der Great Western Main Line. Die heute bestehende Anlage stammt zu einem großen Teil aus dem Jahr 1854 und geht auf einen Entwurf von Isambard Kingdom Brunel zurück. Paddington ist der Ausgangspunkt von Zügen der Great Western Railway nach Bristol, Südwestengland und Südwales sowie in die westlichen Vororte Londons. Ebenso verkehren von hier aus Heathrow Express und die Elizabeth Line zum Flughafen London Heathrow. Erschlossen wird der Bahnhof von vier U-Bahn-Linien der London Underground, die in zwei verschiedenen Stationen halten. Im Jahr 2016 nutzten 35,836 Millionen Eisenbahnfahrgäste den Bahnhof, hinzu kommen 49,48 Millionen der U-Bahn.

## Lage

Lageplan

Der Bahnhofskomplex wird an der Vorderseite von der Praed Street und an der Rückseite von der Bishop’s Bridge Road begrenzt. Entlang der Westfassade verläuft die Eastbourne Terrace, während an der Ostfassade ein Seitenkanal des Grand-Union-Kanal liegt. Östlich liegt das St Mary’s Hospital. Der Hauptteil des Bahnhofs liegt in einem flachen Einschnitt, was an der Vorderfront durch ein Hotelgebäude zwar nicht zu erkennen ist, an den drei übrigen Seiten jedoch deutlich sichtbar wird.
Im Gegensatz zu den anderen Londoner Hauptbahnhöfen liegt Paddington nicht in einer besonders belebten Gegend. Keine der angrenzenden Straßen ist eine Hauptverkehrsachse und die Umgebung besteht aus Wohnvierteln mit zahlreichen Hotels. Bis in die jüngere Vergangenheit gab es nur wenig Büroflächen, sodass der überwiegende Teil der Pendler von Vorortszügen auf die U-Bahn umstieg, um an ihre Ziele im West End oder in der City of London zu gelangen. Dies änderte sich jedoch mit der Umnutzung brachliegender Eisenbahn- und Kanalflächen, die als Paddington Waterside bezeichnet werden, und dem Bau von Bürohochhäusern.

## Anlage und Betrieb

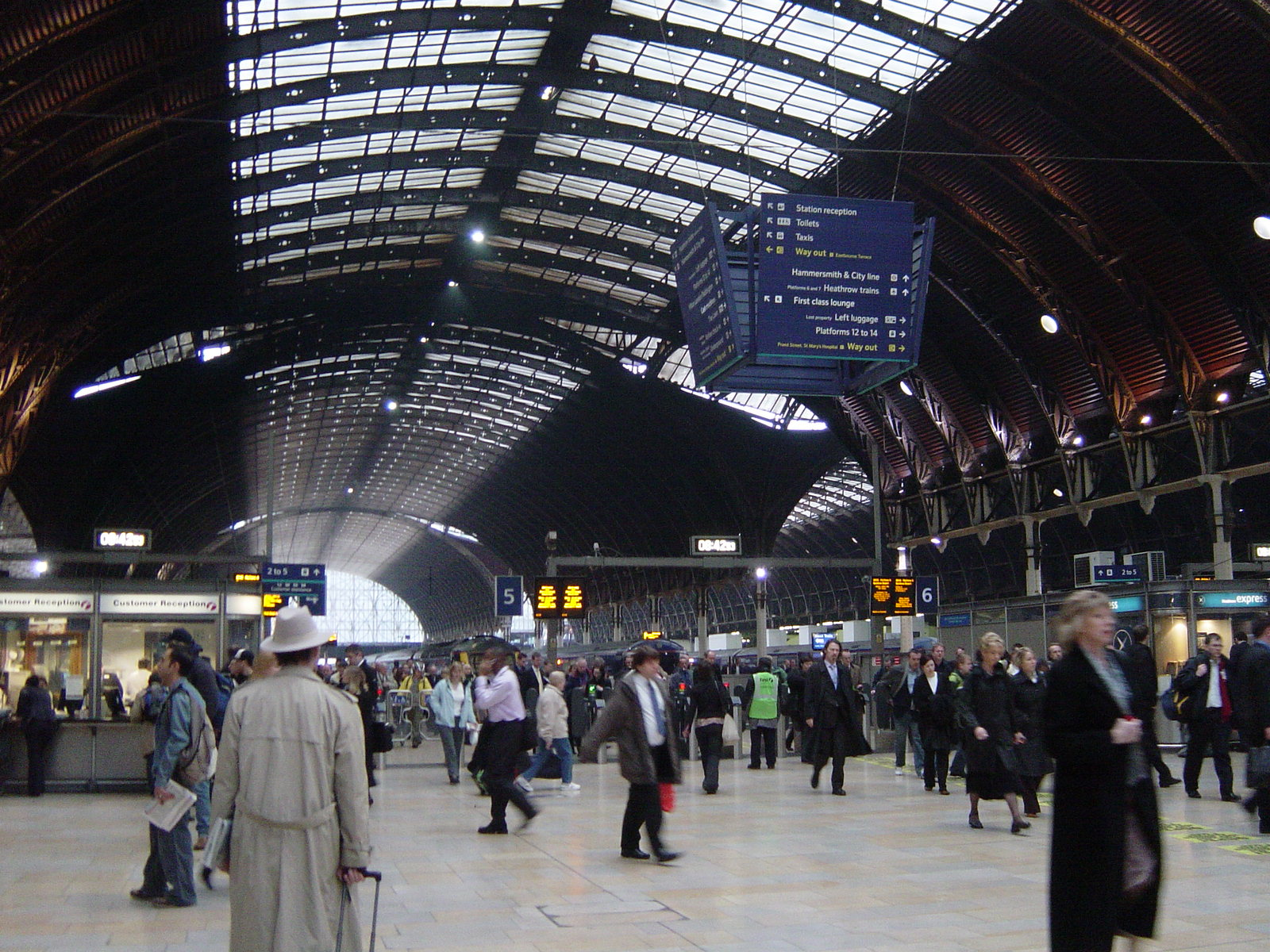
Die Haupthalle während der Hauptverkehrszeit

Der an der Erdoberfläche befindliche Kopfbahnhof, der auch als London Paddington bezeichnet wird, verfügt über 13 Gleise, die von Südwesten nach Nordosten angeordnet sind (Nr. 1 bis 12 sowie 14). Die Gleise 1 bis 8 befinden sich unterhalb der drei ursprünglichen Bögen aus dem Jahr 1854, während die Gleise 9 bis 12 unter dem vierten Bogen von 1915 Platz finden. Gleis 14 befindet sich im alten Bahnhof der Metropolitan Railway an der Bishop’s Bridge Road im Nordwesten. Unmittelbar daran grenzen die Gleise 15 und 16, die von der Circle Line und der Hammersmith & City Line von London Underground genutzt werden. Der Querbahnsteig erstreckt sich über das südliche Ende der Gleise 1 bis 12, während Gleis 14 indirekt über das nordwestliche Ende von Gleis 12 erreichbar ist. Eine Fußgängerbrücke überspannt das nordwestliche Ende des Bahnhofs.
Paddington ist einer von 18 Bahnhöfen in Großbritannien, die von der Bahninfrastrukturgesellschaft Network Rail verwaltet werden. Von hier aus verkehren Züge der 2015 neu gegründeten Great Western Railway nach Südwestengland, Bristol, Bath und Südwales sowie Vorortszüge derselben Gesellschaft in die westlichen Vororte Londons und ins Tal der Themse. Der Heathrow Express verkehrt ohne Zwischenhalt zum Flughafen London Heathrow. Das Ziel von Heathrow Connect ist ebenfalls der Flughafen, allerdings legen die Züge einige Zwischenhalte ein. Zudem fährt einmal täglich ein „Parlamentszug“ von Chiltern Railways nach West Ruislip, der einzig existiert, um den Kosten der Streckenstilllegung zwischen Paddington und der einzigen Zwischenstation South Ruislip zu entgehen.

## Geschichte

### Bau des Bahnhofs

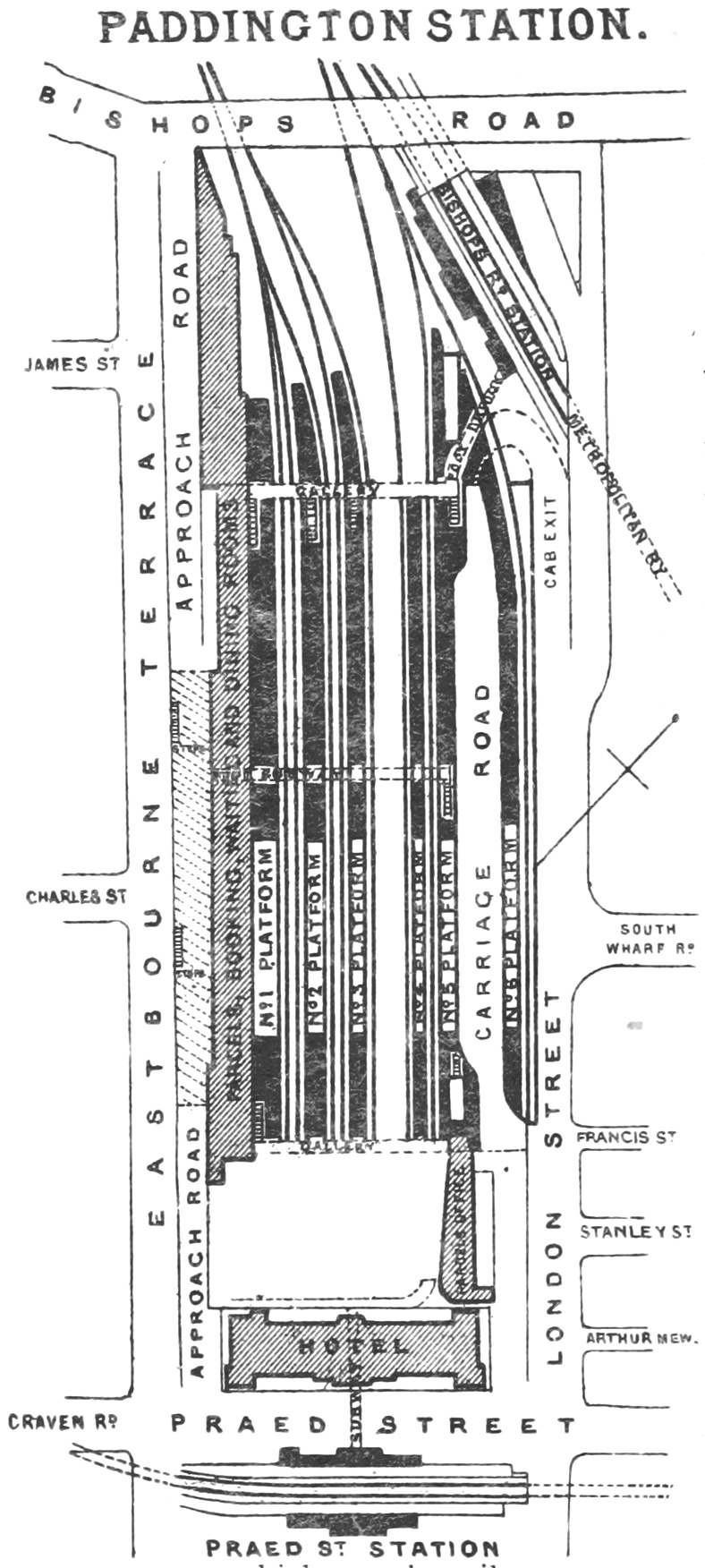
Gleisplan (1888)

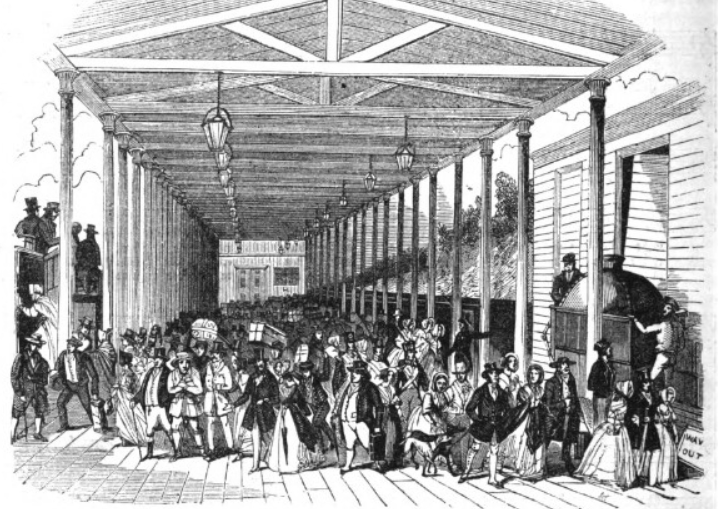
Erste Bahnhofshalle (1843)

Nach mehreren gescheiterten Anläufen kündigte Isambard Kingdom Brunel am 30. Juli 1833 den Bau einer Bahnstrecke von London nach Bristol an, die später so bezeichnete Great Western Main Line. Daraufhin wurde die Great Western Railway (GWR) gegründet, mit Brunel als Chefingenieur. Die GWR plante ursprünglich, ihre Züge zum Bahnhof Euston verkehren zu lassen. Dies hätte es ihr erlaubt, die bereits bestehende Strecke der London and Birmingham Railway mitzubenutzen, was kostengünstiger gewesen wäre. Die Regierung gab zwar ihre Zustimmung, doch Brunel lehnte diese Idee aus langfristiger Sicht ab, da es Liverpool erlaubt hätte, mit Bristol als Hafen zu konkurrieren, falls die Strecke über Birmingham hinaus verlängert würde.

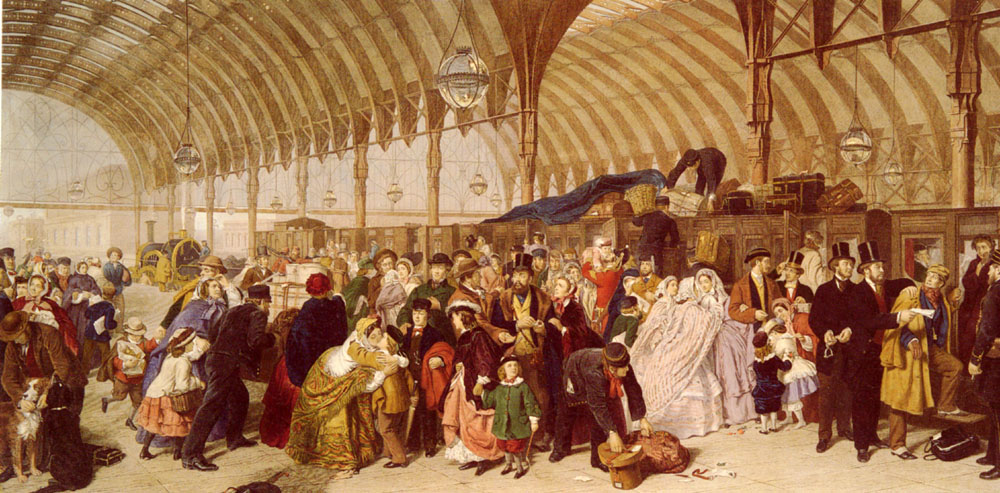
The Railway Station – Gemälde von William Frith (1862)

Der erste Bahnhof der GWR war eine temporäre Anlage an der Westseite der Bishop’s Bridge Road (auf dem Gelände entstand zwei Jahrzehnte später ein Güterbahnhof). Die ersten Züge verkehrten am 4. Juni 1838 von London nach Taplow bei Maidenhead. Brunel war stets der Ansicht, dass nur das Beste gut genug für die GWR sei und strebte nach der Vollendung der Hauptstrecke danach, einen noch größeren Kopfbahnhof zu errichten. Die Geschäftsleitung genehmigte seine ambitionierten Pläne im Februar 1853.
Der neue Kopfbahnhof zwischen Bishop’s Bridge Road und Praed Street entstand nach Plänen von Brunel, der begeistert war, endlich ein derart markantes Gebäude entwerfen zu können. Allerdings gehen die meisten architektonischen Detailarbeiten auf das Konto seines Partners Matthew Digby Wyatt. Dieser ließ sich von Joseph Paxtons Crystal Palace und dem von Friedrich Bürklein entworfenen Hauptbahnhof München inspirieren. Das verglaste Dach wird von drei Reihen mit schmiedeeisernen Stützen getragen. Die dazwischen liegenden Bögen sind 20,73 m (68 ft), 31,09 m (102 ft) und 21,33 m (70 ft) breit, die Länge des Daches beträgt 213,06 m (699 ft). Ursprünglich besaß der Bahnhof vier Bahnsteige. Am Ende der Bahnsteige befanden sich insgesamt 19 Drehscheiben, auf denen Pferdegespanne, die direkt in die Bahnhofshalle fuhren, wenden konnten.

### Erweiterungen

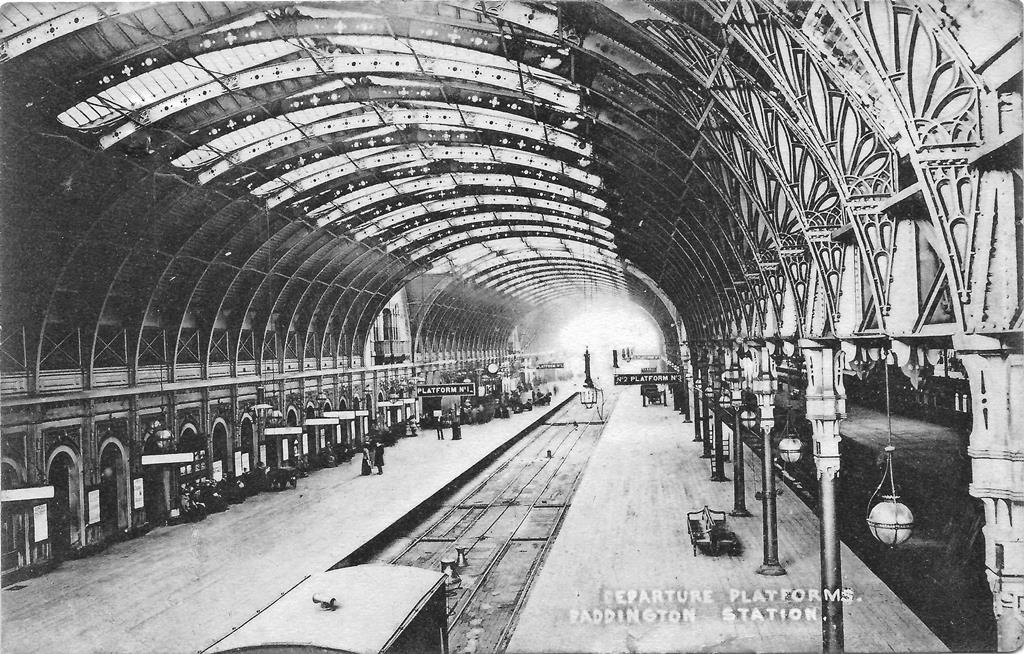
Abfahrtsbahnsteig (1904)

Am 16. Januar 1854 nahm die GWR den neuen Bahnhof in Betrieb, obwohl das Dach zu diesem Zeitpunkt noch nicht fertiggestellt war. Die offizielle Eröffnung erfolgte am 29. Mai und der ältere temporäre Bahnhof wurde im darauf folgenden Jahr abgerissen. Vor dem Bahnhof, an der Praed Street, baute Philip Charles Hardwick ab 1851 das Great Western Hotel (heute Hilton London Paddington). Das fünfstöckige Gebäude im Second-Empire-Stil wurde am 9. Januar 1854 eröffnet. Es besitzt an jeder Ecke einen Turm, der den Hauptbau um zwei Stockwerke überragt. Zu Beginn leitete ein Konsortium von Aktionären und Angestellten der GWR das Hotel, bis das Unternehmen im Jahr 1896 den Betrieb selbst übernahm.
1880 begann die GWR mit elektrischem Licht zu experimentieren, was dazu führte, dass der Bahnhof in diesem Jahr mit einer Weihnachtsbeleuchtung geschmückt wurde. Obwohl die Anlage unzuverlässig war, spornte sie die GWR dazu an, 1886 ein ehrgeizigeres Beleuchtungsprojekt umzusetzen. Ein 145-Volt-Wechselstromgenerator beleuchtete den Bahnhof Paddington, die Büros der GWR, den Güterbahnhof sowie die nahe gelegenen Bahnhöfe Royal Oak und Westbourne Park. Das Vorhaben erbrachte den Beweis, dass Elektrizität auch im großen Stil mit Gasbeleuchtung mithalten konnte. Von 1906 bis 1915 erfolgte eine markante Erweiterung des Bahnhofs, als man an der Nordseite einen vierten Bogen von 33 Meter (109 ft) Breite hinzufügte, der den drei älteren Bögen gleicht.

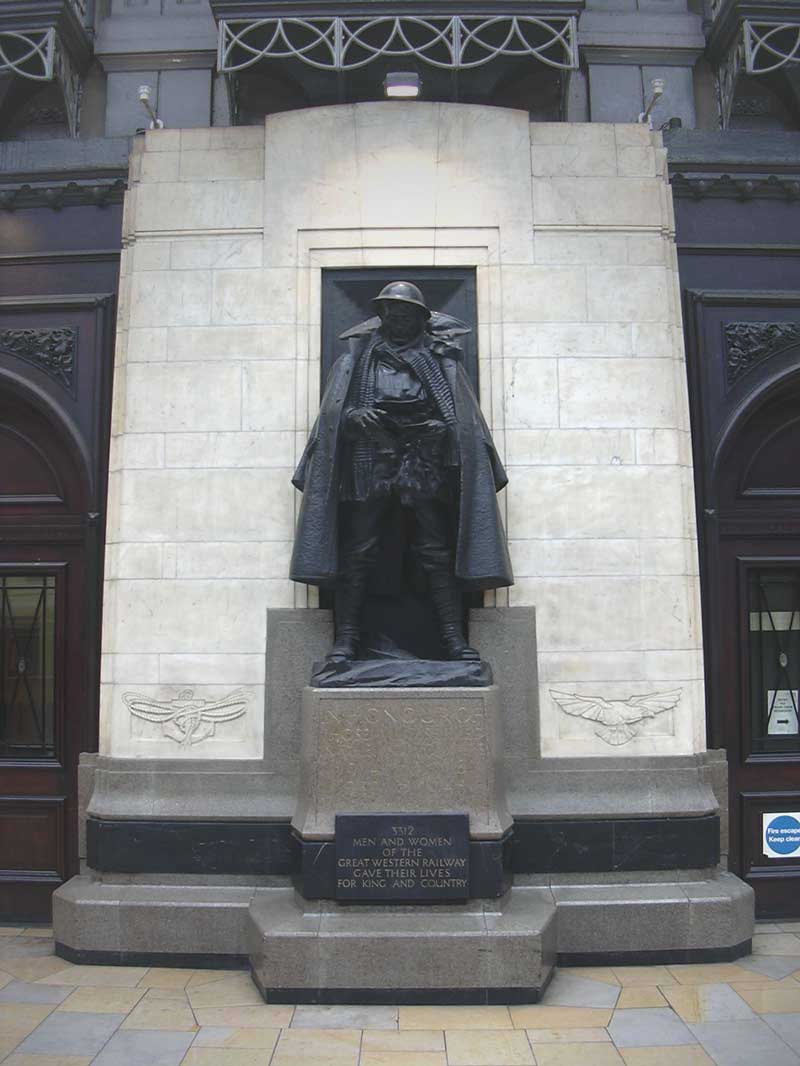
Weltkriegsdenkmal

Paddington entwickelte sich zu einem bedeutenden Ziel für Milchlieferungen in die Stadt. 1881 wurde eine Milchumladestelle errichtet, die zu Beginn des 20. Jahrhunderts über 3000 Kannen täglich bewältigte. Andere verderbliche Güter wie Fleisch, Fisch und Blumen wurden ebenfalls über Paddington angeliefert. Um mehr Platz für Personenzüge zu schaffen, verlegte die GWR den Güterbahnhof im März 1906 nach Old Oak Common im Westen. 1908 verlängerte sie den Haupt-Abfahrtsbahnsteig, um mehr Milch- und Paketlieferungen bewältigen zu können. Zwischen 1913 und 1916 erhielt der Bahnhof drei zusätzliche Gleise. In den Jahren 1922 bis 1924 baute man das Dach vollständig neu, wobei man Brunels ursprüngliche schmiedeeisernen Stützen durch Nachbildungen aus Stahl ersetzte.

### Weitere Entwicklung
Am 11. November 1922 enthüllte Viscount Churchill ein vom Bildhauer Charles Sargeant Jagger entworfenes Denkmal (1949 umgewidmet), das an die Angestellten der Great Western Railway erinnert, die in beiden Weltkriegen fielen. Das Bronzedenkmal beim Gleis 1 stellt einen in Kampfuniform gekleideten Soldaten dar, der einen Brief liest. Von 1930 bis 1934 verlängerte die GWR die Bahnsteige der Gleise 2 bis 11 bis hinter die Brücke über die Bishop’s Road, hinzu kam auch ein neues Paketlager. Während Vorortszüge zuvor stets eine Nebenrolle gespielt hatten, stieg ihre Anzahl nun markant an. Der Bahnhofsteil an der Bishop’s Road erhielt zu diesem Zweck vier zusätzliche Gleise (13–16), eine neue Schalterhalle und einen zusätzlichen Eingang neben der Brücke.

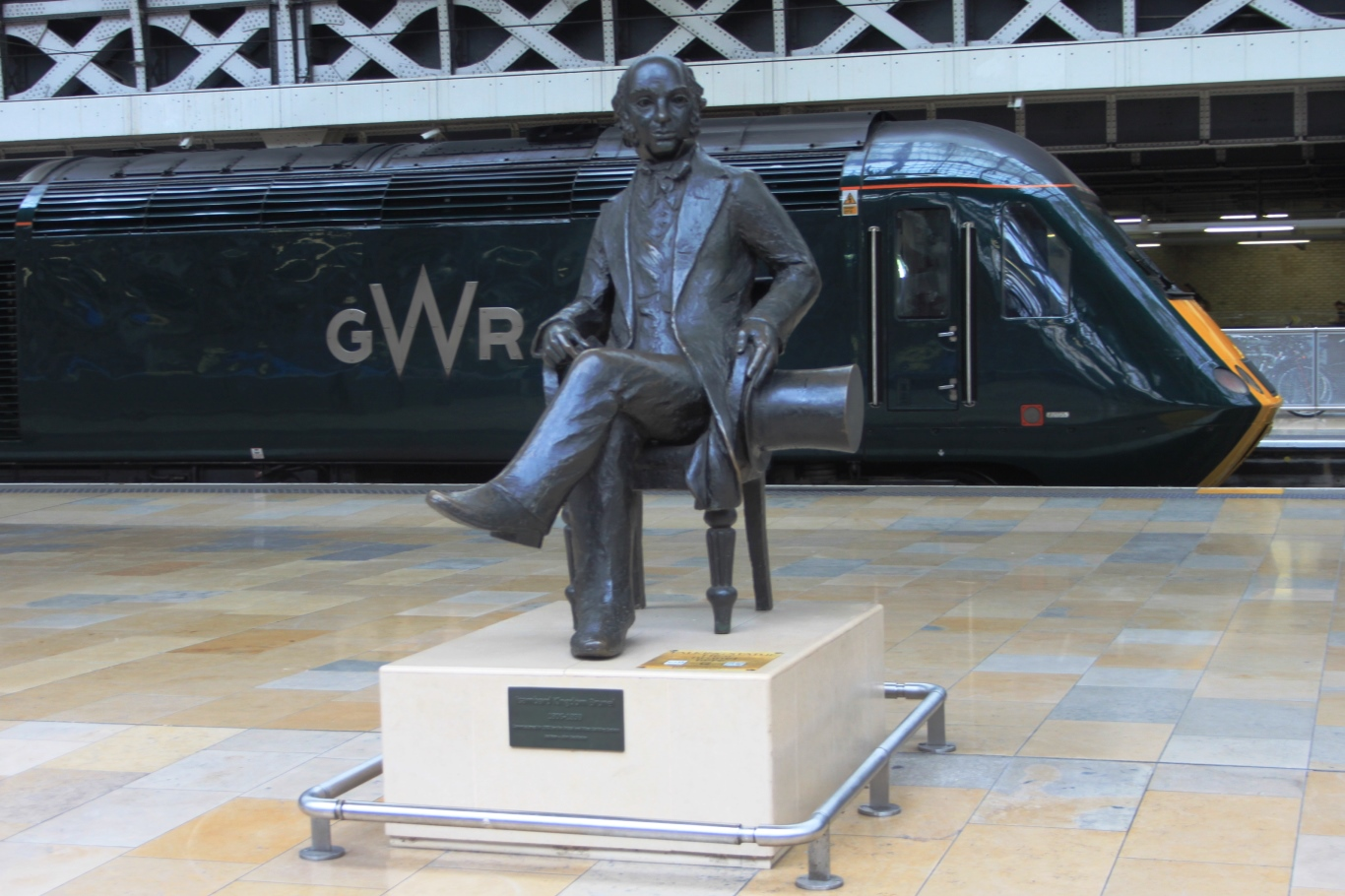
Statue von Isambard Kingdom Brunel (1982 geschaffen)

Im Ersten Weltkrieg war der Bahnhof noch unbehelligt geblieben, doch im Zweiten Weltkrieg war er mehrmals das Ziel von Luftangriffen der deutschen Luftwaffe. Am 17. April 1941 traf eine Luftmine die Abfahrtsgleise, während am 22. März 1944 zwei 230 kg schwere Bomben das Dach über den Gleisen 6 und 7 zerstörten. Der Personenverkehr nahm im Verlaufe des Krieges markant zu, insbesondere aufgrund der Evakuierungen ins Themse-Tal und aufgrund der Tatsache, dass Urlaubsdestinationen an der Süd- und Ostküste weitgehend dem Militär vorbehalten waren. Am 29. Juli 1944 musste der Bahnhof drei Stunden lang gesperrt werden, weil die Bahnsteige überfüllt waren.
Die Umstellung auf elektrischen Betrieb begann in den späten 1950er Jahren. British Rail führte im Vorortsverkehr zwischen 1959 und 1961 Dieseltriebwagen ein, der letzte von einer Dampflokomotive gezogene Fernzug fuhr am 11. Juni 1965 vom Bahnhof Paddington ab. 1967 wurde die Gleisanordnung reorganisiert, was die Aufhebung der für Paddington typischen Unterscheidung zwischen Ankunfts- und Abfahrtsbahnsteigen bedeutete. 1970 wurde der Querbahnsteig vergrößert, im darauf folgenden Jahr die Schalterhalle umgebaut. Damals hatte sich die öffentliche Meinung gegen den vollständigen Abriss und Neubau historisch bedeutender Bahnhöfe wie Euston gewandt, weshalb die Umbauten in Paddington darauf abzielten, das ursprüngliche Bahnhofsdesign von Brunel und Wyatt zu erhalten.
1982 ließ die Bausparkasse Bristol & West auf dem Querbahnsteig eine von John Doubleday geschaffene Statue aufstellen, die Isambard Kingdom Brunel darstellt. Die als The Lawn bezeichnete Freifläche zwischen der Rückseite des Hotels und dem Querbahnsteig wurde in den Jahren 1989 bis 1999 mit Läden und Cafés auf mehreren Ebenen neu gestaltet. 2010 erfolgte die Renovierung der vierten Stütze in der Haupthalle, was auch die Reparatur und Wiederherstellung des ursprünglichen Glasdachs umfasste. Auf diese Weise scheint wieder natürliches Tageslicht auf die Gleise 9 bis 12. Eine zweite Renovierungsphase begann 2014 und dauerte zwei Jahre. Network Rail hatte zuvor beabsichtigt, die vierte Stütze abzureißen und über diesem Teil des Bahnhofs ein Bürogebäude zu errichten. Eine öffentliche Kampagne verhinderte dieses Vorhaben.
Der Bahnhof wird im Rahmen eines 2014 begonnenen, dreistufigen Projekts mit ETCS Level 2 ausgerüstet. In einer Stufe wurde bis 2017 zunächst der Heathrow-Tunnel und Zufahrtsbereiche beschränkt, der kommerzielle Betrieb 2020 aufgenommen. Bis 2021 bzw. 2022 soll der übrige Bahnhof in zwei weiteren Stufen ausgerüstet werden.

## Elizabeth Line
Unter Eastbourne Terrace, der Straße entlang der Südwestseite des Bahnhofs, entstand ein neuer unterirdischer Durchgangsbahnhof für die Elizabeth Line von Crossrail. Er liegt 18 Meter unter der Erdoberfläche und ist 260 Meter lang, die Bahnsteigkanten verfügen über Bahnsteigtüren. Zu diesem Zweck wurde die Straße 2012 für rund zwei Jahre gesperrt. Der seit längerem vorbereitete Betrieb auf der S-Bahn-ähnlichen Bahnstrecke, die das Stadtzentrum Londons in West-Ost-Richtung durchquert, wurde am 24. Mai 2022 unter dem Namen Elizabeth Line zwischen Paddington und Abbey Wood aufgenommen. Die bisher in Paddington endenden Vorortzüge vom Flughafen Heathrow und von Reading werden zukünftig in das Zentrum durchgebunden.

## U-Bahn

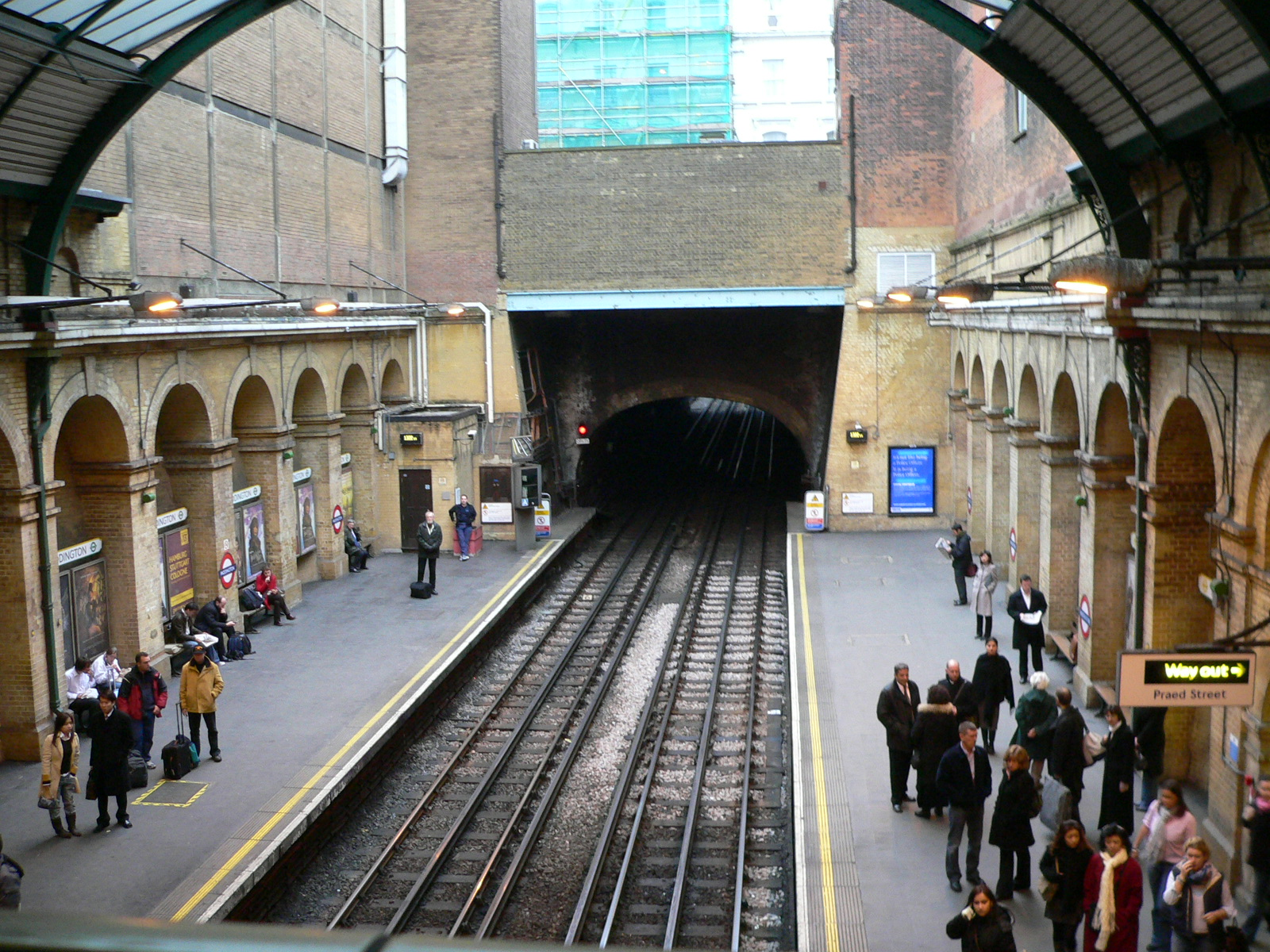
U-Bahn-Station an der Praed Street (Circle und District Line)

Aufgrund der großen Entfernung Paddingtons zum Londoner Stadtzentrum beteiligte sich die Great Western Railway 1854 mit 175.000 Pfund an der Metropolitan Railway, die eine Bahnverbindung in die City of London bauen wollte. Folglich war Paddington am 10. Januar 1863 die westliche Endstation der ersten U-Bahn der Welt. Die Station hieß damals entsprechend ihrer Lage Paddington (Bishop’s Road). Eine Verlängerung der Metropolitan Railway schuf eine Verbindung zu Stadtteilen im Süden. Sie zweigte an der Praed Street Junction östlich des bestehenden U-Bahnhofs ab und führte ab 1. Oktober 1868 über die separate Station Paddington (Praed Street) zur Gloucester Road. Die Baker Street and Waterloo Railway eröffnete am 1. Dezember 1913 eine Verlängerung von der Edgware Road nach Paddington (Praed Street). Die U-Bahn-Station an der Bishop’s Road hieß ab 10. September 1933 schlicht Paddington, ab 11. Juli 1948 auch die U-Bahn-Station an der Praed Street.
Aufgrund der historischen Entwicklung der verschiedenen Bahnstrecken wird der Bahnhof Paddington heute von vier U-Bahn-Linien der London Underground bedient, die durch zwei voneinander getrennte Stationen führen. Unterhalb der Praed Street an der Südseite des Bahnhofs halten die Bakerloo Line, die Circle Line und die District Line. Während erste als Röhrenbahn in einem tief liegenden Tunnel verkehrt, sind die beiden anderen Unterpflasterbahnen unmittelbar unter der Erdoberfläche. Die zweite Station dient den Unterpflasterbahnen der Hammersmith & City Line und der Circle Line in Richtung Hammersmith. Somit verkehrt die Circle Line durch beide Stationen.

## Kultureller Einfluss

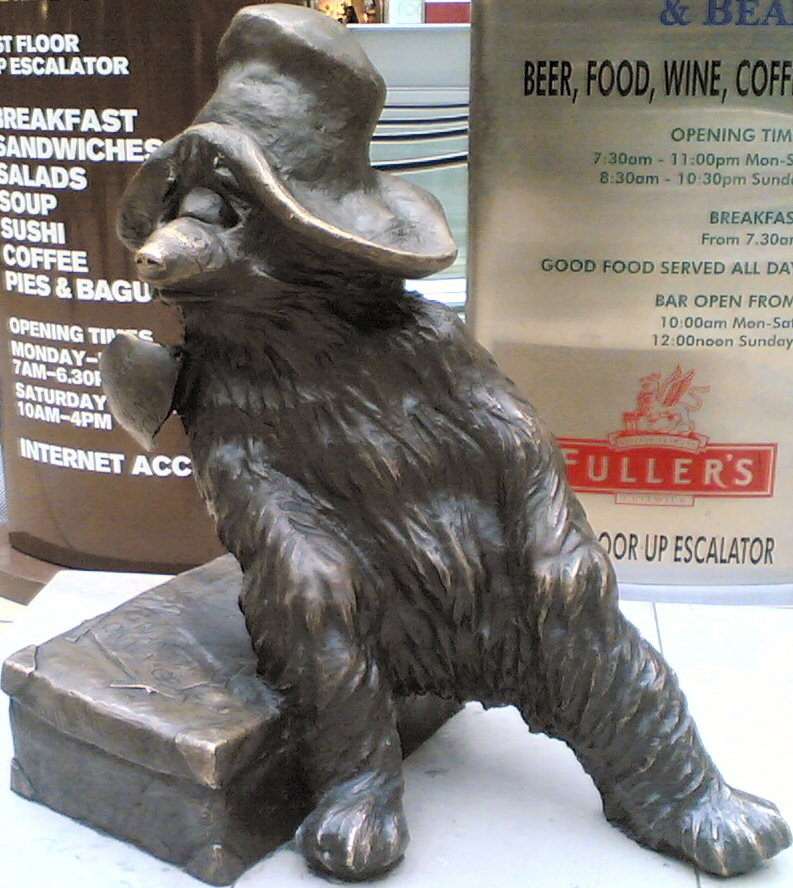
Skulptur des Paddington Bären in der Bahnhofshalle (zeitweiliger Standort)

Nach dem Bahnhof ist die Kinderbuchfigur Paddington Bear von Michael Bond benannt. Auf Gleis 1 unter der großen Uhr steht eine 2000 von Marcus Cornish geschaffene Skulptur des Bären (basierend auf den Originalzeichnungen von Peggy Fortnum) mitsamt einer Plakette, die die Geschichte seiner Ankunft an diesem Bahnhof und die Herkunft seines Namens erläutert.
Der Bahnhof wird in zwei Sherlock-Holmes-Werken von Arthur Conan Doyle erwähnt, zum einen im Roman Der Hund von Baskerville, zum anderen in der Kurzgeschichte The Boscombe Valley Mystery. Der Roman 16 Uhr 50 ab Paddington von Agatha Christie beginnt in einem Zug, der von Paddington abfährt und aus dem heraus Miss Marples Freundin Mrs. McGillicuddy einen Mord beobachtet, der in einem parallel fahrenden Zug begangen wird. Der 1957 erschienene Roman wurde vier Jahre später auch verfilmt.
Die Band Supertramp begab sich zum Bahnhof Paddington, um Geräusche fahrender Züge aufzunehmen. Diese sind im Lied Rudy auf dem 1974 erschienenen Album Crime of the Century zu hören.